# Börßum-Braunschweiger Okertal

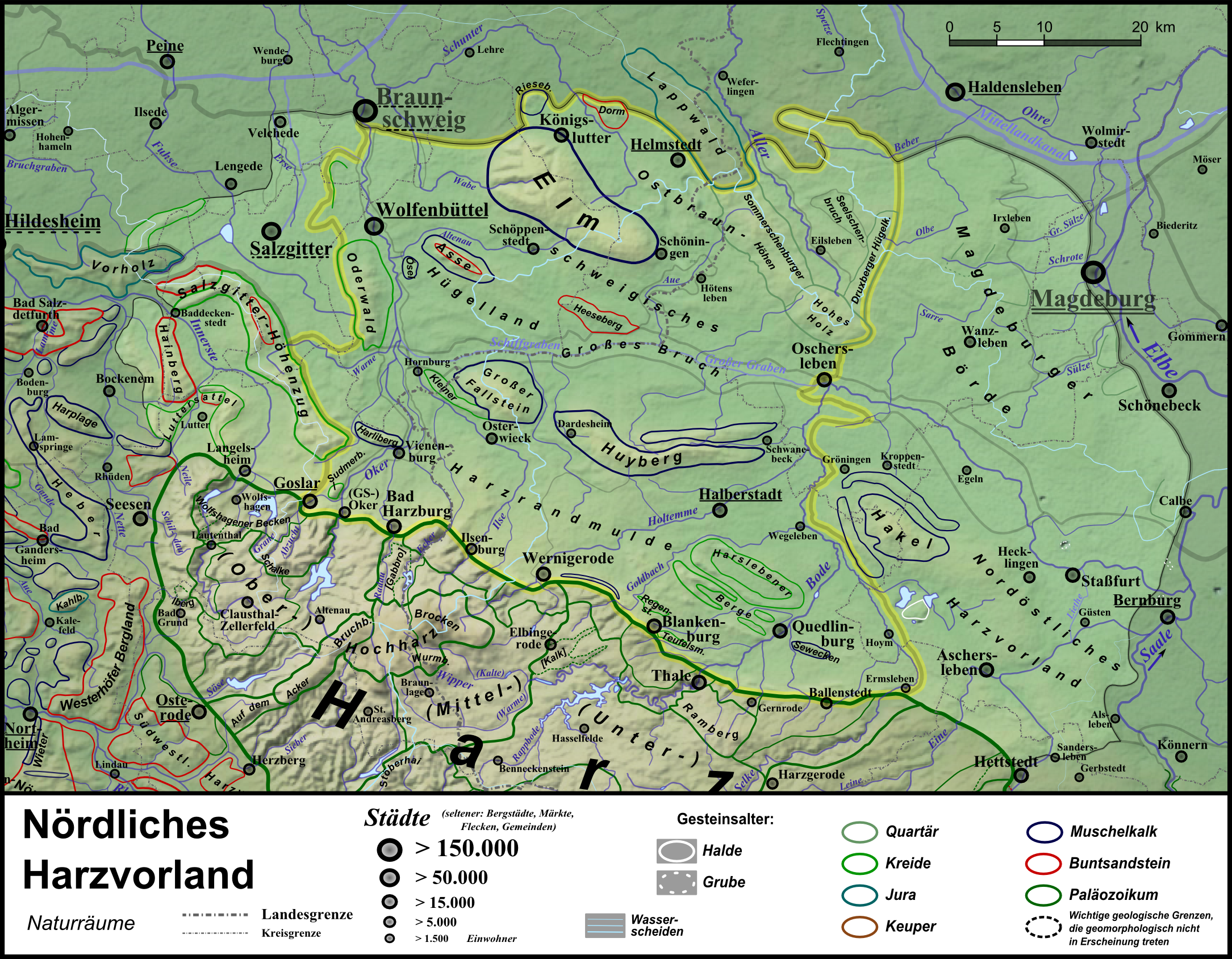
Naturraumkarte des Nördlichen Harzvorlandes mit dem Ostbraunschweigischen Hügelland im Norden

Das Börßum-Braunschweiger Okertal ist eine Flusslandschaft der Oker zwischen Börßum im Süden und der Braunschweiger Innenstadt im Norden mit einer Ausdehnung von über zwanzig Kilometern Länge. Das Tal wird im Westen durch den Oderwald, den Thieder Lindenberg und dessen Ausläufer sowie im Osten durch mehrere Hügelketten und den Ösel geformt, die sämtlich dem Naturraum Ostbraunschweigisches Hügelland zugeordnet werden.

## Beschreibung

### Naturräume
Das Börßum-Braunschweiger Okertal schließt unmittelbar an das Okertal an, das sich als Teilgebiet 510.1 der Harzrandmulde (Naturraum 510) zwischen dem Ort Oker und Werlaburgdorf am Oderwald erstreckt. Nach Osten dehnt sich das Feuchtgebiet des Großen Bruchs (511) aus und trennt die Harzrandmulde vom Ostbraunschweigischen Hügelland.
Im Westen wird das Tal durch die Höhen des Oderwalds (512.01), das Thieder Lößhügelland (512.02) mit dem Lindenberg als herausragende Erhebung und dessen Ausläufer bis zum Steinberg in Broitzem geformt. Anschließend reicht die Braunschweig-Hildesheimer Lößbörde bis an das Okertal heran. In Braunschweigs Kernstadt verläuft der Übergang von der Börde zur Geest. Im Unteren Okertal (623.07), einem Unterraum der Burgdorf-Peiner-Geestplatten, setzt die Oker ihren Verlauf fort.

### Geologie
Bei den westlichen Okerrandhöhen handelt es sich vorwiegend um Kreideformationen, lediglich der Thieder Lindenberg weist Buntsandsteinformationen des Trias auf. Der östliche Rand des Tals wird zwischen Börßum und Ohrum von den Kreideformationen der Remlinger Lößmulde (512.10) bestimmt, die überwiegend als Tonstein zutage treten und zahlreiche wasserführende Einschnitte enthalten. Zwischen Ohrum und Wolfenbüttel weitet sich das Tal zum Ösel (512.04) hin über dem ausgelaugten Hedwigsburger Salzstock auf, der in das Trias datiert wird. Im Ortsteil Linden der Stadt Wolfenbüttel treten verschiedene Gesteine aus Jura und Trias an die Oberfläche und bilden eine deutliche Abgrenzung zum diluvialen Flusstal.
Nördlich von Wolfenbüttel erstreckt sich rechts der Oker das Salzdahlumer Hügelland (512.05) und bildet mit dem Schieferberg eine deutliche Talsituation. Auch hier herrschen die Gesteine aus der Kreidezeit vor. Am rechten Talrand endet in Braunschweig das Ostbraunschweigische Hügelland und geht in das Ostbraunschweigische Flachland (624) über.

### Die Flüsse Oker, Ilse und Warne
Die Niederungen des Okertals bei Werlaburgdorf liegen auf einer Höhe von rund 85 m ü. NHN. Das Tal hat zwischen dem 128 Meter hohen Steinberg, einem Ausläufer des Oderwalds, und dem sich am Ostufer bis auf 111 Meter erhebenden Fuchsberg eine Breite von etwa zwei Kilometern. Es nimmt neben der früher in der Mitte mäandrierenden Oker zwei weitere Flüsse auf: Von Westen umfließt die aus Salzgitter kommende Warne den Oderwald und von Südosten strömt aus dem Brockengebiet die Ilse hinzu. Beide Nebenflüsse mündeten ursprünglich erst mehrere Kilometer nördlich in die Oker. Die Warne fließt von links bei Dorstadt in die Oker, während die Ilse früher erst kurz vor Ohrum von rechts die Oker erreichte. Nach einer umfangreichen Okerregulierung ab den 1950er Jahren ist die Mündung der Ilse flussaufwärts nach Börßum verlegt worden. Die Oker wurde in das Bett der früheren Ilse geleitet und ihre alten Mäander zugeschüttet. Die Alte Ilse ist bei Kissenbrück noch vorhanden. Einige Mäander der Oker sind nahe Heiningen in jüngerer Zeit an die Warne angeschlossen worden.
Alle drei Flüsse prägen das flache Tal mit ihren Lehm-Ablagerungen, im Gegensatz zu den im Oberlauf der Oker vorherrschenden Steinfeldern mit ihren mächtigen Kiesschichten. Von links, also vom Oderwald, gibt es keine nennenswerten Zuflüsse. Die im Oderwald versickernden Wasser treten an dessen Westhängen zutage (Fuhse, Brückenbach). Die Hügelkette am rechten Ufer führt in ihren Einschnitten dagegen zahlreiche Gewässer: Die Hasenbeeke durchfließt bei Börßum einen längeren Talbereich und reicht fast bis Hedeper; der Hahnenbeek verläuft in einem tiefen Einschnitt bei Bornum, und bei Kissenbrück mündet die heute als Großer Graben bezeichnete Scharrenbeeke in die Alte Ilse.

### Talquerschnitte

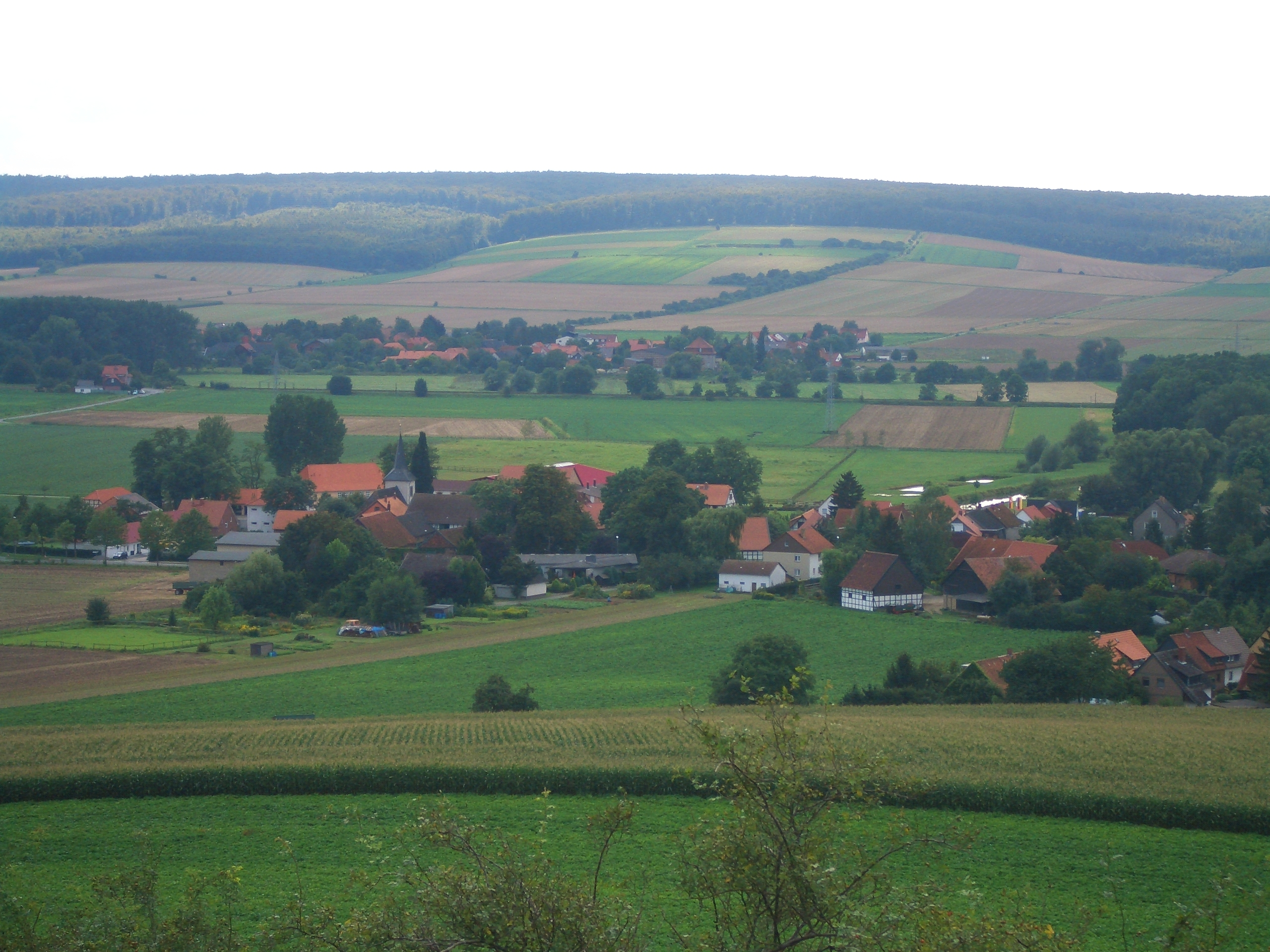
Blick über das Okertal vom Ösel Richtung Westen zum Oderwald

Die Mündung der Alten Ilse in die Oker erfolgt auf einer Höhe von 80 Metern unmittelbar westlich von Kissenbrück. Ab hier ist die Oker der einzige Fluss im Tal. An den Ausläufern des Ösel südlich von Neindorf verengt sich das Okertal bei Ohrum auf knapp 300 Meter und bot hier schon im Mittelalter mit seinen Kiesbänken einen bedeutenden Übergang. Im weiteren Verlauf weitet sich das Tal zwischen dem Rand des Oderwalds und dem Ösel wieder auf, wird über einen Kilometer breit und bietet zwischen Ösel und Wolfenbüttel-Linden der aus dem Elm zufließenden Altenau einen Durchlass. Bei Halchter verengt sich das Tal wieder auf wenige hundert Meter. Hier enden auch die nördlichen Ausläufer des Oderwalds.
Unterhalb von Wolfenbüttel erreicht das Tal zwischen dem Thieder Lindenberg und dem Schieferberg wieder eine Breite von einem Kilometer und erfährt keine wesentlichen Verengungen. Am rechten Talrand steigt im Braunschweiger Kennelgebiet 
der Zuckerberg mit seinem Kreidegestein etwas steiler an, bevor das Tal in die Geest-Landschaft übergeht.
Das Gebiet zwischen Wolfenbüttel und Braunschweig wird vom Bundesamt für Naturschutz der urbanen Landschaft Braunschweig mit der Kennziffer 115 zugeordnet („Verdichtungsraum“).